# Emma Green-Tregaro
Emma Anna-Maria Green-Tregaro (ur. 8 grudnia 1984 w Göteborgu) – szwedzka lekkoatletka, specjalizująca się w skoku wzwyż.
W 2008 reprezentowała Szwecję podczas igrzysk olimpijskich w Pekinie. Swoją międzynarodową karierę rozpoczęła od startu w mistrzostwach świata juniorów rozgrywanych na Jamajce latem 2002 roku. Medalistka mistrzostw Europy juniorów (2003) oraz młodzieżowych mistrzostw Europy (2003). Największym sukcesem Emmy jest brązowy medal, który wywalczyła w czasie mistrzostw świata w Helsinkach. W roku 2010 została wicemistrzynią Europy. Dwa lata później zajęła 8. miejsce na igrzyskach olimpijskich w Londynie. W 2013 zdobyła brązowy medal halowego czempionatu Europy. Piąta zawodniczka halowych mistrzostw świata (2014). Wielokrotnie stawała na podium mistrzostw Szwecji (w różnych konkurencjach i kategoriach wiekowych), reprezentantka kraju.
Jej trenerem i mężem jest Yannick Tregaro, który trenował m.in. Christiana Olssona i Kajsę Bergqvist.

## Osiągnięcia
| Rok  | Impreza                                 | Miejsce    | Lokata            | Konkurencja        | Wynik |
| ---- | --------------------------------------- | ---------- | ----------------- | ------------------ | ----- |
| 2002 | Mistrzostwa świata juniorów             | Kingston   | 9. miejsce        | Skok wzwyż         | 1,80  |
| 2003 | Mistrzostwa Europy juniorów             | Tampere    | 3. miejsce        | Skok wzwyż         | 1,86  |
| 2005 | Halowe mistrzostwa Europy               | Madryt     | 8. miejsce        | Skok wzwyż         | 1,89  |
| 2005 | Młodzieżowe mistrzostwa Europy          | Erfurt     | 3. miejsce        | Skok wzwyż         | 1,92  |
| 2005 | Mistrzostwa świata                      | Helsinki   | 3. miejsce        | Skok wzwyż         | 1,96  |
| 2006 | Halowe mistrzostwa świata               | Moskwa     | el. – 14. miejsce | Skok wzwyż         | 1,90  |
| 2006 | Superliga pucharu Europy                | Malaga     | 5. miejsce        | Bieg na 200 m      | 23,02 |
| 2006 | Superliga pucharu Europy                | Malaga     | 4. miejsce        | Sztafeta 4 × 100 m | 44,53 |
| 2006 | Mistrzostwa Europy                      | Göteborg   | 11. miejsce       | Skok wzwyż         | 1,92  |
| 2006 | Mistrzostwa Europy                      | Göteborg   | 5. miejsce        | Sztafeta 4x100 m   | 44,16 |
| 2007 | Halowe mistrzostwa Europy               | Birmingham | el. – 9. miejsce  | Skok wzwyż         | 1,89  |
| 2007 | I liga pucharu Europy                   | Vaasa      | 4. miejsce        | Trójskok           | 13,39 |
| 2007 | Mistrzostwa świata                      | Osaka      | 7. miejsce        | Skok wzwyż         | 1,94  |
| 2007 | Światowy finał lekkoatletyczny IAAF     | Stuttgart  | 8. miejsce        | Skok wzwyż         | 1,85  |
| 2008 | Halowe mistrzostwa świata               | Madryt     | el. – 13. miejsce | Skok wzwyż         | 1,86  |
| 2008 | Igrzyska olimpijskie                    | Pekin      | 9. miejsce        | Skok wzwyż         | 1,96  |
| 2009 | Superliga drużynowych mistrzostw Europy | Leiria     | 5. miejsce        | Skok wzwyż         | 1,95  |
| 2009 | Mistrzostwa świata                      | Berlin     | 7. miejsce        | Skok wzwyż         | 1,96  |
| 2010 | Halowe mistrzostwa świata               | Doha       | 5. miejsce        | Skok wzwyż         | 1,94  |
| 2010 | I liga drużynowych mistrzostw Europy    | Budapeszt  | 1. miejsce        | Skok wzwyż         | 1,94  |
| 2010 | Mistrzostwa Europy                      | Barcelona  | 2. miejsce        | Skok wzwyż         | 2,01  |
| 2010 | Puchar interkontynentalny               | Split      | 2. miejsce        | Skok wzwyż         | 1,95  |
| 2011 | Superliga drużynowych mistrzostw Europy | Sztokholm  | 1. miejsce        | Skok wzwyż         | 1,89  |
| 2011 | Mistrzostwa świata                      | Daegu      | 11. miejsce       | Skok wzwyż         | 1,89  |
| 2012 | Halowe mistrzostwa świata               | Stambuł    | el. – 9. miejsce  | Skok wzwyż         | 1,92  |
| 2012 | Mistrzostwa Europy                      | Helsinki   | 3. miejsce        | Skok wzwyż         | 1,92  |
| 2012 | Igrzyska olimpijskie                    | Londyn     | 8. miejsce        | Skok wzwyż         | 1,93  |
| 2013 | Halowe mistrzostwa Europy               | Göteborg   | 3. miejsce        | Skok wzwyż         | 1,96  |
| 2013 | I liga drużynowych mistrzostw Europy    | Dublin     | 2. miejsce        | Skok wzwyż         | 1,89  |
| 2013 | Mistrzostwa świata                      | Moskwa     | 5. miejsce        | Skok wzwyż         | 1,97  |
| 2014 | Halowe mistrzostwa świata               | Sopot      | 5. miejsce        | Skok wzwyż         | 1,97  |
| 2017 | Halowe mistrzostwa Europy               | Belgrad    | el. – 19. miejsce | Skok wzwyż         | 1,86  |

## Rekordy życiowe
| Konkurencja            | Rezultat | Data             | Miejsce     |
| ---------------------- | -------- | ---------------- | ----------- |
| Bieg na 60 m (stadion) | 7,52     | 11 grudnia 2005  | Göteborg    |
| Bieg na 60 m (hala)    | 7,42     | 18 lutego 2006   | Göteborg    |
| Bieg na 100 m          | 11,58    | 12 maja 2006     | Doha        |
| Bieg na 200 m          | 23,02    | 29 czerwca 2006  | Malaga      |
| Bieg na 400 m          | 54,95    | 22 sierpnia 2006 | Malmö       |
| Skok wzwyż (hala)      | 1,98     | 23 lutego 2008   | Malmö       |
| Skok wzwyż (stadion)   | 2,01     | 1 sierpnia 2010  | Barcelona   |
| Skok w dal             | 6,41     | 21 sierpnia 2005 | Helsingborg |
| Trójskok (stadion)     | 13,39    | 23 czerwca 2007  | Vaasa       |
| Trójskok (hala)        | 13,69    | 26 lutego 2006   | Sztokholm   |